# Walentina Jakowlewna Koslowskaja
Walentina Jakowlewna Koslowskaja (russisch Валентина Яковлевна Козловская, beim Weltschachbund FIDE Valentina Kozlovskaya; * 18. April 1938 in Jessentuki, Region Stawropol) ist eine russische Schachspielerin.

## Leben

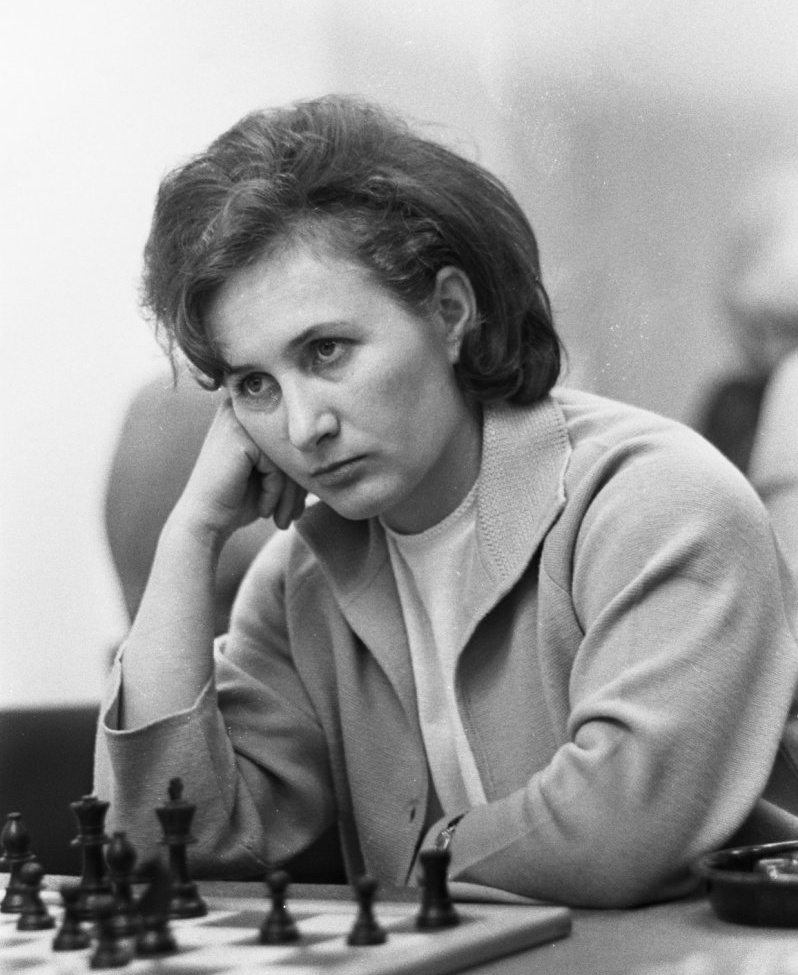
Walentina Koslowskaja, 1968

Sie ist von Beruf Biochemikerin und war mit dem Schachspieler Igor Bondarewski verheiratet. Neben Schach liebt sie klassische Musik. Auch ist sie in der Sowjetischen Enzyklopädie enthalten.

## Schach
Mit der sowjetischen Frauennationalmannschaft gewann sie, am zweiten Brett hinter Nona Gaprindaschwili, die Schacholympiade 1966 der Frauen in Oberhausen.
An der sowjetischen Vereinsmeisterschaft nahm sie siebenmal am ersten oder zweiten Frauenbrett von Trud teil und gewann den Wettbewerb mit der Mannschaft im Jahr 1964.
Aufgrund ihrer internationalen Erfolge verlieh ihr die FIDE 1965 den Titel Internationaler Meister der Frauen (WIM) und 1976 den Titel Großmeister der Frauen (WGM).
Im Jahre 1965 gewann sie die sowjetische Frauenmeisterschaft, 1976 und 1979 die russische Meisterschaft der Damen.
Sie nahm an vier Interzonenturnieren zur Schachweltmeisterschaft der Frauen teil (Ohrid 1971, Menorca 1973, Tiflis 1976 und Rio de Janeiro 1979). Zweimal qualifizierte sie sich für die Kandidatenwettkämpfe, sie scheiterte bei den Kandidatenwettkämpfen zur Schachweltmeisterschaft der Frauen 1975 im Halbfinale an Irina Levitina und bei den Kandidatenwettkämpfen zur Schachweltmeisterschaft der Frauen 1978 im Viertelfinale an Jelena Fatalibekowa.
Sie gewann mehr als zehn internationale Turniere, unteren anderen in Ungarn (1966 und 1980), Woronesch (1973), Belgrad (1975) und Halle (1976).
Im Jahre 1996 wurde sie in Bad Liebenzell Weltmeisterin der Senioren vor Tamar Chmiadaschwili.
Außerdem nahm sie an den Seniorenweltmeisterschaften 1995 in Bad Liebenzell, 1997 in Bad Wildbad, 2000 in Rowy, 2001 in Arco, 2008 in Bad Zwischenahn und 2009 in Condino teil.
Bei der zehnten Seniorenweltmeisterschaft 2000 in Rowy wurde sie Dritte bei den Frauen, hinter Jelena Fatalibekowa und Tamar Chmiadaschwili. Bei den Männern gewann Oleg Tschernikow vor Jānis Klovāns und Mark Taimanow.
Mit ihrer höchsten Elo-Zahl von 2315 belegte sie im Januar 1975 in der Weltrangliste der Frauen den fünften Platz.

## Einzelnachweise

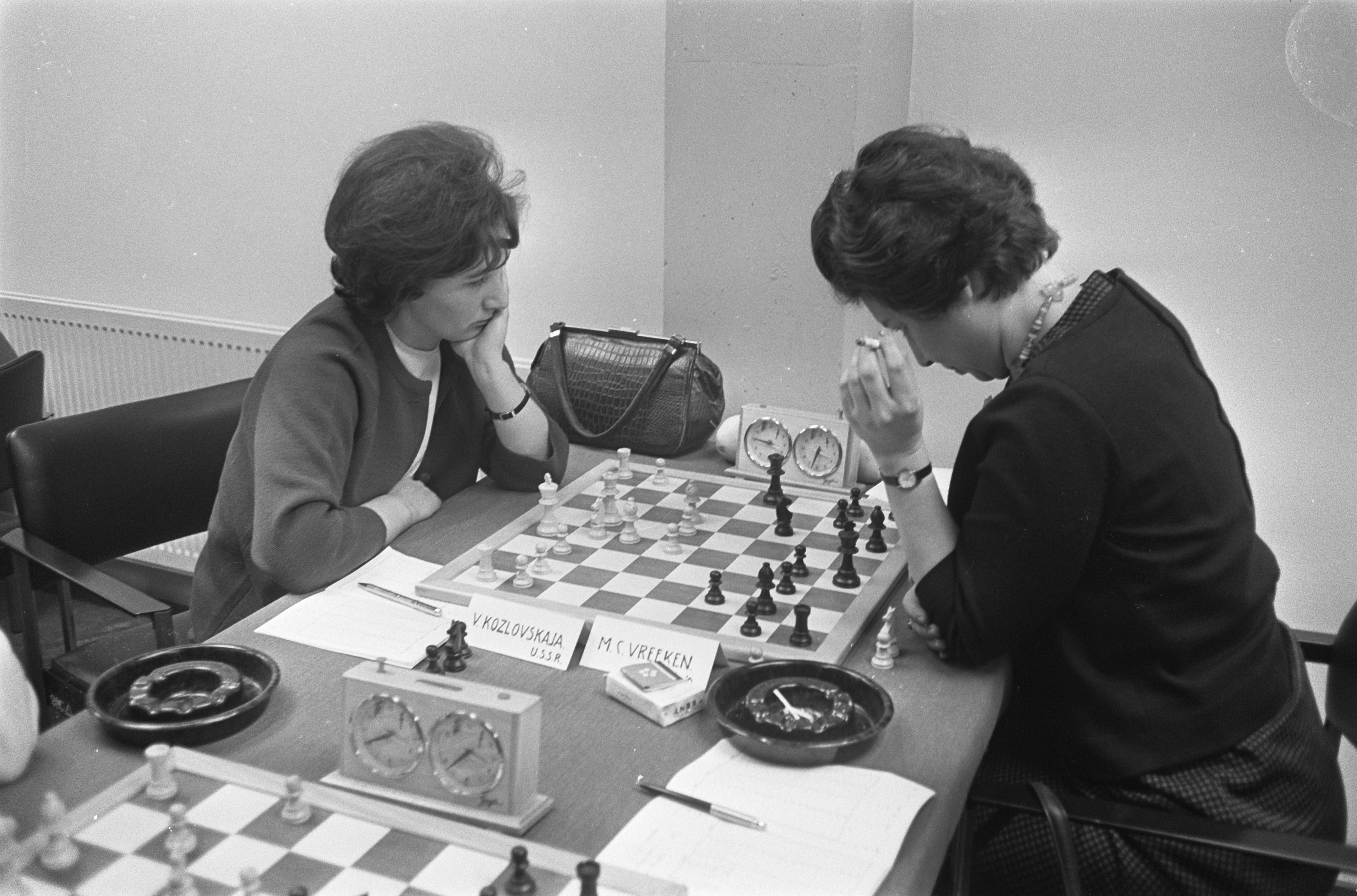
Koslowskaja (links) gegen Vreeken, 1968